# Regiunea de dezvoltare Sud-Est
Sud-Est este o regiune de dezvoltare a României, creată în anul 1998. Precum celelate regiuni de dezvoltare, nu are puteri administrative, funcțiile sale principale fiind co-ordonarea proiectelor de dezvoltare regională și absorbția fondurilor de la Uniunea Europeană. Județele care fac parte din această regiune de dezvoltare sunt: Brăila, Buzău, Constanța, Galați, Tulcea, Vrancea. Sediul Agenției de Dezvoltare Regională Sud-Est se află în Municipiul Brăila.
Regiunea Sud-Est este situată în partea de sud-est a României, acoperind 35.762 km² sau 15% din suprafața totală a țării, aceasta fiind a doua ca mărime din cele opt ale României.
Regiunea Sud-Est cuprinde aproape toate formele de relief: Lunca Dunării, Câmpia Bărăganului, Podișul Dobrogei cu Munții Măcinului, iar partea de nord-vest a regiunii cuprinde o parte a Carpaților și a Subcarpaților de Curbură. Totodată regiunea este străbătuta de fluviul Dunărea, cuprinde Delta Dunării și este mărginit la est de întreg litoralul românesc al Mării Negre. Preponderent este însă relieful de câmpie, cu specific climatic continental.
În 2004, regiunea avea o populație de 2.850.318 locuitori, reprezentând 13,1% din populația țării; densitatea de 79,7 loc/kmp este sub media pe țară (90,91 loc/kmp), cea mai mare densitate a populației fiind în județul Galați (139,5 loc/kmp), dominat de centrul industrial și comercial cu același nume, iar cea mai mică, în județul Tulcea (29,9 loc/kmp), unde condițiile naturale și economice sunt mai puțin propice.
Orașele concentrează 55,5% din populație, cu tendințe de diminuare. Industrializarea forțată de după război a condus la concentrarea populației în orașele Galați, Brăila și Constanța.
Rețeaua de localități a regiunii Sud - Est era alcătuită din 33 de orașe (dintre care 11 erau municipii) și 1.455 de sate (organizate în 339 de comune). Cel mai mare oraș al regiunii este Constanța (309.965 locuitori), urmat de Galați și Brăila (peste 200.000 de locuitori), Buzău, și Focșani (peste 100.000 de locuitori).
| Județ     | Populație | Urban     | Rural     |
| --------- | --------- | --------- | --------- |
| Brăila    | 365.628   | 237.922   | 127.706   |
| Buzău     | 488.763   | 202.090   | 286.673   |
| Constanța | 716.576   | 506.852   | 209.724   |
| Galați    | 617.979   | 350.759   | 267.220   |
| Tulcea    | 253.383   | 124.563   | 128.820   |
| Vrancea   | 392.619   | 148.247   | 244.372   |
| TOTAL     | 2.834.948 | 1.570.433 | 1.264.515 |